# Bělá (okres Semily)
Obec Bělá (německy Biela) se nachází v okrese Semily, kraj Liberecký. Leží v údolí řeky Olešky, asi 12 km jihovýchodně od Semil. Žije zde 289 obyvatel.

## Historie
První písemná zmínka o obci pochází z roku 1542.
Právo užívat znak a vlajku bylo obci uděleno rozhodnutím Poslanecké sněmovny Parlamentu České republiky dne 5. října 2004.

## Obyvatelstvo
| Rok            | 1869 | 1880 | 1890 | 1900 | 1910 | 1921 | 1930 | 1950 | 1961 | 1970 | 1980 | 1991 | 2001 | 2011 | 2021 |
| -------------- | ---- | ---- | ---- | ---- | ---- | ---- | ---- | ---- | ---- | ---- | ---- | ---- | ---- | ---- | ---- |
| Počet obyvatel | 847  | 868  | 822  | 747  | 762  | 665  | 651  | 432  | 413  | 334  | 304  | 278  | 256  | 251  | 260  |
| Počet domů     | 120  | 133  | 134  | 133  | 135  | 132  | 135  | 137  | 112  | 106  | 94   | 128  | 136  | 139  | 133  |

## Doprava
Bělá leží na silnici II. třídy spojující Košťálov a Starou Paku. Autobusové spojení je minimální, využívána je především železniční doprava.
Zajímavostí Bělé jsou dvě železniční zastávky na dvou tratích, vzdálené od sebe pouhých 300 m. Starší z nich, Bělá u Staré Paky, leží na trati Jaroměř - Liberec a zastavují zde osobní vlaky linky Liberec – Nová Paka. Východněji a níže v údolí Olešky pak leží zastávka Bělá u Staré Paky zastávka trati Chlumec nad Cidlinou – Trutnov, obsluhovaná v současnosti (2009) spěšnými vlaky Kolín – Trutnov a několika osobními vlaky.

## Pamětihodnosti
- Socha Křest Krista stojí při čp. 139
- Socha svatého Jana Nepomuckého stojí východně od kostela Nejsvětější Trojice
- Venkovský dům čp. 102
- Venkovské usedlosti čp. 89, 90 a 98